# Jihad (canción)
"Jihad" es una canción del grupo de thrash metal estadounidense Slayer, la cual aparece en el álbum de 2006 Christ Illusion. La letra de la canción representa de manera ficticia los pensamientos de un terrorista que realizó los atentados del 11 de septiembre de 2001, concluyendo con las palabras escritas por el propio Mohamed Atta en una carta antes de su muerte; Atta fue nombrado por el FBI como el líder del grupo de terroristas que estrellaron el primer avión contra el World Trade Center de Nueva York. "Jihad" fue escrita principalmente por el guitarrista Jeff Hanneman, quien trabajó junto al vocalista Tom Araya en la creación de la misma.
"Jihad" recibió diversos comentarios por parte de la crítica, los cuales se centraron principalmente en la controvertida letra. La canción llegó a ser comparada con otra realizada por Slayer en 1986, "Angel of Death", la cual causó un revuelo similar el año de su lanzamiento.
Joseph Dias del Foro Católico Secular de Bombay expresó su preocupación hacia la letra de "Jihad", contribuyendo además a que EMI retirara Christ Illusion de las tiendas en India. La ABC censuró la canción durante la presentación del grupo en el programa Jimmy Kimmel Live. Solamente fue emitido el primer minuto, que corresponde al 40% de la letra.

## Origen

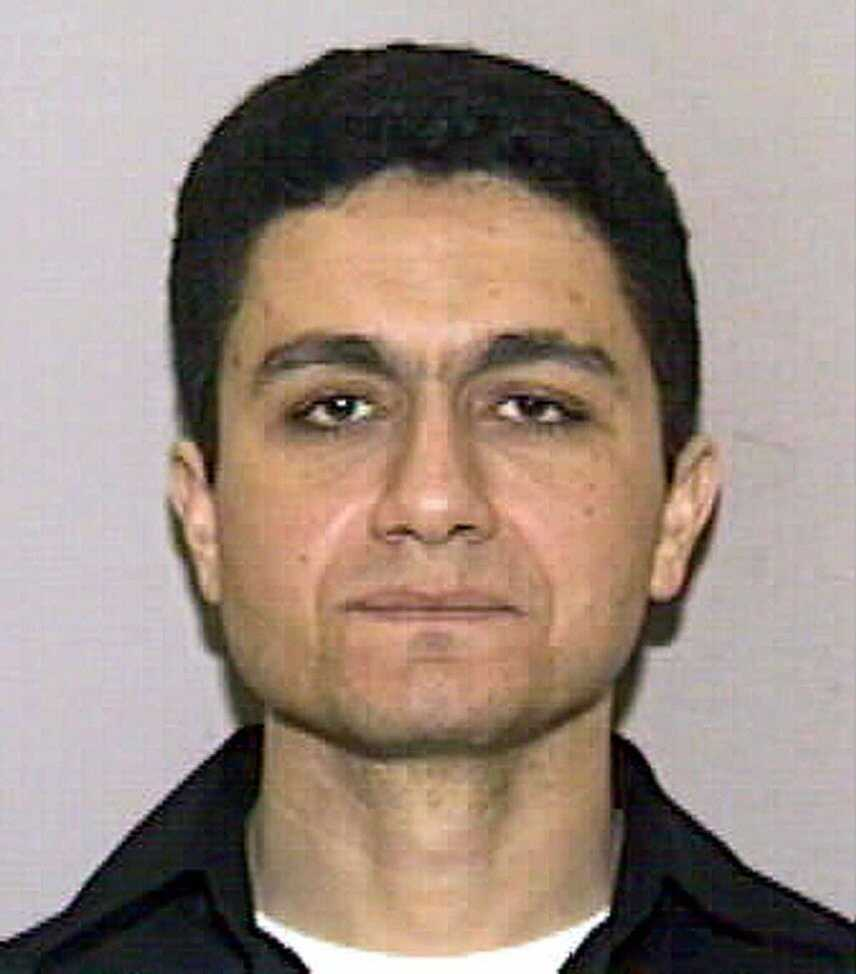
Mohamed Atta, autor de la carta cuyos fragmentos se incluyen en la canción.

La canción fue escrita por el guitarrista Jeff Hanneman, quien recibió la ayuda del vocalista Tom Araya durante el proceso de creación. Hanneman y Araya habían escrito con anterioridad la letra de algunas canciones sobre temas controvertidos; mientras que Hanneman escribió las canciones "Angel of Death" y "SS-3" que exploran los crímenes realizados durante la Alemania Nazi por Josef Mengele y Reinhard Heydrich, Araya escribió sobre los asesinos seriales Jeffrey Dahmer y Ed Gein en las canciones "213" y "Dead Skin Mask", respectivamente. "Jihad" fue escrita bajo la perspectiva de un terrorista, quien imagina los pensamientos que "el enemigo" podría tener. El clímax de la canción presenta un extracto de la carta escrita por Mohamed Atta, quien fue nombrado por el FBI como el líder de los terroristas suicidas del vuelo 11 de American Airlines, el primer avión en ser estrellado contra el World Trade Center durante los atentados del 11 de septiembre de 2001.
El guitarrista Kerry King habló en defensa de "Jihad", argumentando que es la canción con "mejor punto de vista" en Christ Illusion. "Estas nuevas canciones no son acerca de política", dijo King, "'Jihad', 'Eyes of the Insane' — es lo que nos escupen de la televisión". Además aclaró que la banda no estaba promoviendo la perspectiva terrorista de la guerra, ni sus propias creencias ideológicas, aunque esperaba que algunos creyeran eso. Según él, no querían insistir con el tema "ya que cada banda en el planeta lo ha hecho" y "proviene de una misma perspectiva", así que creyeron que debían presentar un punto de vista distinto. "Somos Slayer, debemos ser diferentes" fue lo que dijo King.
El cantautor estadounidense Steve Earle utilizó un concepto similar en su canción "John Walker's Blues" (del álbum de 2002 Jerusalem), escrita bajo la perspectiva de John Walker Lindh, un talibán nacido en Washington D. C. y capturado durante la invasión a Afganistán por parte de Estados Unidos en 2001. Earle fue criticado por esta canción; King anticipó una reacción similar hacia "Jihad": "La gente hace una suposición antes de leer la letra de una canción. No es sólo un comportamiento humano, es más bien estadounidense".

## Recepción
"Jihad"—además de otras canciones de Christ Illusion como "Eyes of the Insane" y "Cult"—estuvo disponible mediante streaming el 26 de junio de 2006, a través del sitio web español Rafabasa.com. El álbum fue el noveno grabado por Slayer y fue lanzado el 8 de agosto de 2006. Desde entonces "Jihad" ha recibido diversos comentarios por parte de la crítica.
Según Don Kaye de Blabbermouth algunas canciones de Christ Illusion "son demasiado genéricas o el arreglo demasiado tosco como para que funcionen bien", refiriéndose con esto a la canción: "Estoy hablando de ustedes, 'Jihad' y 'Skeleton Christ'". Ben Ratliff del New York Times escribió que la canción es "bastante cruda, pero es necesario ponerla en una escala. Es más cruda y menos razonable que el cuento 'The Last Days of Muhammad Atta' de Martin Amis, pero no tan dura como un mensaje grabado por miembros de Al Qaeda". Peter Atkinson de KNAC.com se refirió al clímax de la canción como:

El mismo recurso imparcial y realista utilizado con anterioridad por Hanneman y Araya en otros temas "difíciles" — los crímenes de Josef Mengele en "Angel of Death" o los de Jeffrey Dahmer/Ed Gein en "213" y "Dead Skin Mask" — con un gran efecto. Pero en esta ocasión se siente más atípico y explotador, como si hubiese sido hecho con el objetivo de recibir una respuesta por parte de la gente... y Slayer es generalmente más inteligente que eso.

Por otro lado, Thom Jurek de Allmusic comentó que "la banda está comenzando a experimentar con un thrash más rítmico, convirtiéndose en la deconstrucción más demencial jamás grabada en 4/4". Marc Savlov de The Austin Chronicle invitó a "oír la espeluznante cadencia de locura en 'Jihad', con Araya interpretando a un terrorista suicida de una manera demasiado convincente".
Aunque la canción "Eyes of the Insane" fue nominada a los Premios Grammy de 2007 en la categoría "mejor interpretación de metal", para Kerry King no era la mejor canción del álbum Christ Illusion. En su lugar, el guitarrista hubiera preferido a "Jihad" como representante del grupo. A pesar de esto, "Eyes of the Insane" ganó, convirtiéndose en el primer premio Grammy recibido por Slayer en su carrera.

### Controversia
La letra de la canción "Jihad" generó controversia por parte de varios sectores. Peter Atkinson de KNAC.com comentó que la canción "será sin duda una de las más controvertidas del álbum Christ Illusion, especialmente si algunas personas de Fox News como Bill O'Reilly o Sean Hannity emiten algún juicio sobre ella". En mayo de 2006, World Entertainment News Network anunció que la letra de la canción había molestado a las familias de las víctimas del 11 de septiembre de 2001.
Joseph Dias, del Foro Católico Secular (FCS) con base en Bombay, presentó una demanda ante la policía de la ciudad, diciendo que "Jihad" afectaría "la sensibilidad de los musulmanes... y a todos quienes respetan las demás religiones". Los representantes de EMI en India se reunieron con el FCS, disculpándose por el lanzamiento del álbum y llegando incluso a retirar todas las copias del mercado. El 11 de octubre de 2006 se anunció que todas las copias en el país habían sido destruidas. La decisión fue tomada debido a la letra de la canción y la portada del álbum creada por Larry Carroll. El vocalista Tom Araya pensó que "Jihad" crearía una reacción violenta en Estados Unidos; sin embargo, esto no se materializó. Según Jeff Hanneman, esto no sucedió ya que la gente vio la canción como "sólo Slayer siendo Slayer". Por otro lado, Hanneman pensó que la comunidad musulmana los aceptaría u odiaría por la canción, o que las víctimas del 11 de septiembre los criticarían.
"Jihad" fue una de las seis canciones interpretadas por Slayer durante su aparición en el programa Jimmy Kimmel Live de la cadena ABC (19 de enero de 2007). Sin embargo, sólo fue emitido el primer minuto de la canción. "Jihad" fue censurada por el Departamento de Normas y Prácticas de Difusión de ABC; se reunieron con Slayer el día anterior a la emisión, con aproximadamente el 40% de la letra suprimida. Kerry King confirmó que estuvieron a punto de cancelar el espectáculo, pero finalmente lo hicieron.
La canción ha sido comparada en varias ocasiones con "Angel of Death", la cual fue escrita por Jeff Hanneman para el álbum de 1986 Reign in Blood. "Angel of Death" se centra en los experimentos realizados por Josef Mengele en el campo de concentración de Auschwitz durante la Segunda Guerra Mundial. Peter Atkinson de KNAC.com comentó las similitudes, a lo que el guitarrista Kerry King respondió diciendo que todo "se escapó de las proporciones".